# Fontaine-lès-Boulans
Fontaine-lès-Boulans település Franciaországban, Pas-de-Calais megyében. Lakosainak száma 103 fő (2022. január 1.). Fontaine-lès-Boulans Febvin-Palfart, Prédefin, Fiefs és Heuchin községekkel határos.

## Népesség
A település népességének változása:
| Lakosok száma | 93   | 93   | 98   | 100  | 103  | 105  | 106  | 108  | 103  |
|               | 2013 | 2015 | 2016 | 2017 | 2018 | 2019 | 2020 | 2021 | 2022 |